# یوردی کوینلا
یوردی کوینلا (انگلیسی: Jordi Quintillà؛ زادهٔ ۲۵ اکتبر ۱۹۹۳) بازیکن فوتبال اهل اسپانیا است.
از باشگاه‌هایی که در آن بازی کرده‌است می‌توان به باشگاه فوتبال آژاکسیو، باشگاه فوتبال اسپورتینگ کانزاس‌سیتی، و باشگاه فوتبال سنت گالن اشاره کرد.